# Projet de piétonnisation de la place Taksim

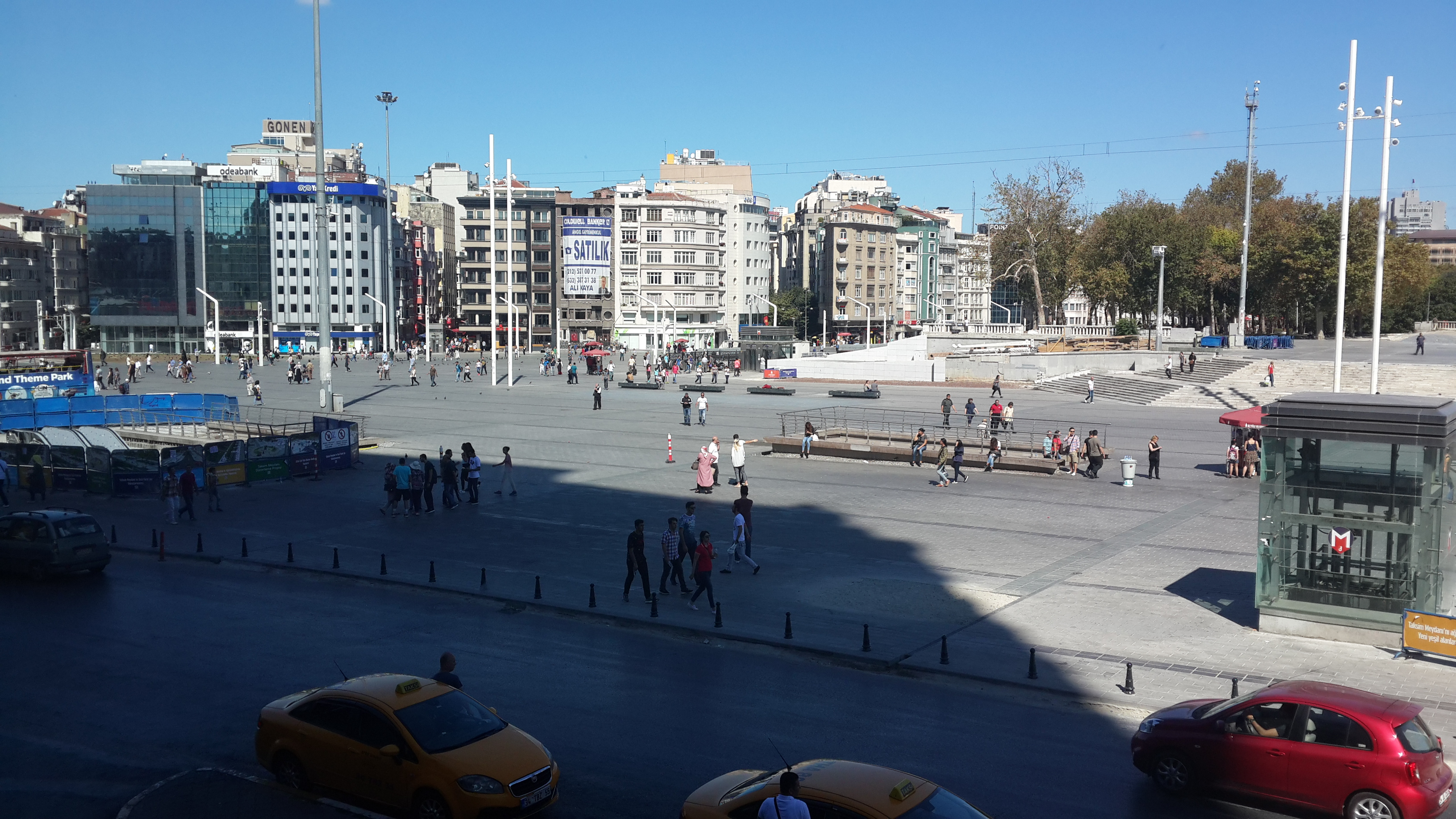
Place Taksim depuis l'hôtel Marmara après le projet de piétonisation.

Le projet de piétonnisation de la place Taksim est un projet de rénovation urbaine visant à recouvrir les voies d'accès routières de la place Taksim à Istanbul en Turquie et à reconstruire la caserne Taksim, un bâtiment ottoman démoli au début du XXe siècle, destiné à abriter un centre commercial. Pour ce faire, il faut détruire le parc Gezi, l'un des rares espaces verts du centre d'Istanbul. Cette destruction programmée a provoqué de fortes protestations de la part des habitués du parc et d'écologistes. En mai 2013, le parc est occupé par des opposants dont l'évacuation par la police provoque des violences. 
Le mouvement prend rapidement de l'ampleur et les revendications prennent un tour plus général, orienté vers une critique du gouvernement en place et du Premier ministre Recep Tayyip Erdoğan.